# Jakob Axel Nielsen
Jakob Axel Nielsen (født 12. april 1967 i Hadsund) er jurist, advokat og mellem 12. september og 27. november 2007 den kortest siddende transport- og energiminister, i Regeringen Anders Fogh Rasmussen II, og derefter sundhedsminister i Regeringen Anders Fogh Rasmussen III. Han var medlem af Folketinget fra 8. februar 2005 til 1. november 2010 hvor han valgte at nedlægge sit mandat. Jakob Axel Nielsen var valgt for Konservative i Nordjyllands Amtskreds og var placeret i Rangfølgens I klasse nr. 4.. Han er barnebarn af den tidligere justitsminister for Socialdemokraterne K. Axel Nielsen.

## Erhvervskarriere
Jakob Axel Nielsen er uddannet cand.jur. fra Aarhus Universitet i 1994. Fra 1994 til 1996 arbejdede han som advokatfuldmægtig ved Advokaterne Åboulevarden i Århus. I 1996 blev han ansat som advokatfuldmægtig ved Advokataktieselskabet Anders Hjulmand, hvor han var fuldmægtig frem til 1997, mens han frem til 2000 virkede som advokat samme sted. Fra 2000 til 2001 drev Jakob Axel Nielsen sin egen virksomhed, 2MoveIT A/S, Århus. Dernæst fulgte en periode fra 2001 til 2005] som advokat hos mobiltelefonselskabet Sonofon i Aalborg. Han sidder i bestyrelsen for Jobcenter Marselis, Århus.

## Politisk karriere
I 2004 blev Jakob Axel Nielsen konservativ folketingskandidat i Aalborg Vestkredsen. Ved folketingsvalget i 2005 fik Jakob Axel Nielsen med sine 671 personlige stemmer tredjeflest stemmer for partiet i Nordjyllands Amtskreds, næst efter Per Larsen med 705 stemmer og justitsminister Lene Espersen med 25.762 stemmer. På grund af opstillingsformen blev Jakob Axel Nielsen valgt frem for Per Larsen
Han var Det Konservative Folkepartis arbejdsmarkedsordfører, kulturordfører og boligordfører og næstformand for Folketingets boligudvalg. Nielsen var medlem af repræsentantskabet i Kunstrådet, medlem af repræsentantskabet i Statens Kunstfond og stedfortræder i Europarådet. 
I perioden 12. september – 23. november 2007 var han transport- og energiminister. Minister for sundhed og forebyggelse fra 23. november 2007 til 23. februar 2010. I 2009 nedlagde Jakob Axel Nielsen som sundhedsminister forbud mod den euforiserende plante kratom og dens indholdsstoffer.

## Fortsatte erhvervskarriere
Jakob Axel Nielsen valgte at nedlægge sit mandat i Folketinget 1. november 2010, for at blive administrerende direktør i Aleris Privathospitaler.
Efter at Aleris Privathospitaler fusionerede med Privathospitalet Hamlet stoppede Jakob Axel Nielsen som direktør i virksomheden den 31. august 2011.
I 2012 blev han direktør i virksomheden Calum i Aalborg.
Udover dette direktørjob sidder han i bestyrelsen for flere andre virksomheder.

## Curriculum Vitae[10]

### Medlemsperiode
- Folketingsmedlem for Det Konservative Folkeparti i Nordjyllands Storkreds 13. nov. 2007
- Folketingsmedlem for Det Konservative Folkeparti i Nordjyllands Storkreds 13. november 2007 - 31. oktober 2010 og i Nordjyllands Amtskreds, 8. februar 2005 - 13. november 2007.
- Det Konservative Folkepartis kandidat i Aalborg Vestkredsen, 2004 - 2010.

### Parlamentarisk karriere
- Minister for sundhed og forebyggelse fra 23. november 2007 til 23. februar 2010.
- Transport- og energiminister fra 12. september 2007 til 23. november 2007.

### Uddannelse og erhverv
- Jura, Aarhus Universitet, 1989-1994.
- 1-årig højere handelseksamen, Århus Købmandsskole, 1988-1989.
- Sproglig student, Hobro Gymnasium, 1983-1986.
- Advokat, Sonofon Holding A/S, 2001-2005.
- Iværksætter af it- virksomhed og advokat, 2MoveIT A/S, Aarhus, 2000-2001.
- Advokat, Advokataktieselskabet Anders Hjulmand, Aalborg, 1997-2000.
- Advokatfuldmægtig, Advokataktieselskabet Anders Hjulmand, Aalborg, 1996-1997.
- Advokatfuldmægtig, Advokaterne Åboulevarden, Aarhus, 1994-1996.
- Møderet for landsretterne fra 1997.
- Møderet for Højesteret fra 2002.